# آسیب هیدروژنی
آسیب هیدروژنی (به انگلیسی: Hydrogen damage) عبارت است از خسارات و آسیب‌های مکانیکی وارد بر فلز که به علت حضور هیدروژن و با واکنش متقابل آن با فلز ایجاد می‌شود. این گونه صدمات معمولاً به سه حالت تردی هیدروژنی، تاول‌زدگی و کربن‌زدایی اتفاق می‌افتد. هیدروژن به روش‌های گوناگونی می‌تواند روی سطح یک فلز ایجاد شود و به دلیل کوچکی اندازه‌اش به آسانی می‌تواند به درون فلز نفوذ کند. این پدیده بیشتر در فولادها نمایان است.

## تردی هیدروژنی
تردی هیدروژنی (به انگلیسی: Hydrogen Embrittlement) حالتی است که در آن جذب و نفوذ هیدروژن موجب تردی، شکنندگی و کاهش قابلیت انعطاف فلز می‌گردد، که غالباً در فولادهای تنش‌دار اتفاق می‌افتند، در محیط‌های آبی و طی واکنش‌های خوردگی مثلاً در زنگ‌زدگی معمولی، حفاظت کاتدی، آب‌کاری با عملیات
اسیدشویی، ممکن است هیدروژن در سطح فلز به وجود آید. قسمتی از هیدروژن‌های اتمی در سطح فلز با هم ترکیب می‌شود و تولید گاز هیدروژن می‌نماید، که وارد محیط عمل می‌گردد؛ قسمتی دیگر جذب فلز می‌شود و در صورتی که فلز تحت تنش‌های کششی باشد، شکنندگی هیدروژنی اتفاق می‌افتد. ترک‌هایی که در اثر این پدیده تولید می‌شود ممکن است مرز دانه‌ای یا داخل‌دانه‌ای باشد و تشخیص این که ترک‌خوردگی تنشی یا تردی هیدروژنی اتفاق افتاده‌است، بسیار دشوار است. در دماهای معمولی اتم‌های هیدروژن به شبکهٔ فلزی و داخل دانه‌ها نفوذ می‌کند، به طوری که با با ناخالصی‌های موجود مخلوط می‌گردد و با جذب مراکز ضعف شبکه می‌شود، و در صورتی که در این حالت ترک‌های تنشی نیز ایجاد شود، مسیر ترک‌ها به صورت داخل دانه‌ای خواهد بود. در دماهای بالا هیدروژن جذب شده در فلز در مرز دانه‌ها متمرکز می‌شود و ترک‌های ناشی از تنش به صورت مرزدانه‌ای انجام خواهد گرفت. پدیده‌ای است که در فولادهای با استحکام بالا دیده می‌شود و در اثر آن استحکام کششی فولاد کاهش زیادی می‌یابد. حضور مواد شیمیایی در محیط، تأثیر زیادی بر روی تردی هیدروژنی دارد؛ مثلاً وجود سدیم کرومات سبب کند شدن جذب با تفود هیدروژن می‌شود، در حالی‌که وجود سدیم سیلیکات باعث ازدیاد جذب می‌گردد. همچنین وجود هیدروژن سولفوره یا ترکیبات آرسنیک باعث کند شدن یا مسموم شدن مرحله تشکیل مولکول‌های هیدروژن (بی‌ضرر) در سطح فلز می‌گردد و در نتیجه موجب افزایش تردی هیدروژنی می‌شود.
حساسیت به نورد با افزایش مقاومت کششی فلز افزایش می‌یابد. به طوری که در فولادهای معمولی و کم آلیاژ که مقاومت تسلیم آنها کمتر از ۶۰٬۰۰۰psi است به ندرت اتفاق می‌افتد و به همین دلیل است که در مورد فولادهای با مقاومت کششی بالاتر از ۲۶۰٬۰۰۰psi، انجام عملیات جرم زدایی شیمیایی (به انگلیسی: Chemical cleaning) که ضمن آن هیدروژن اتمی تولید می‌شود، مناسب نیست.

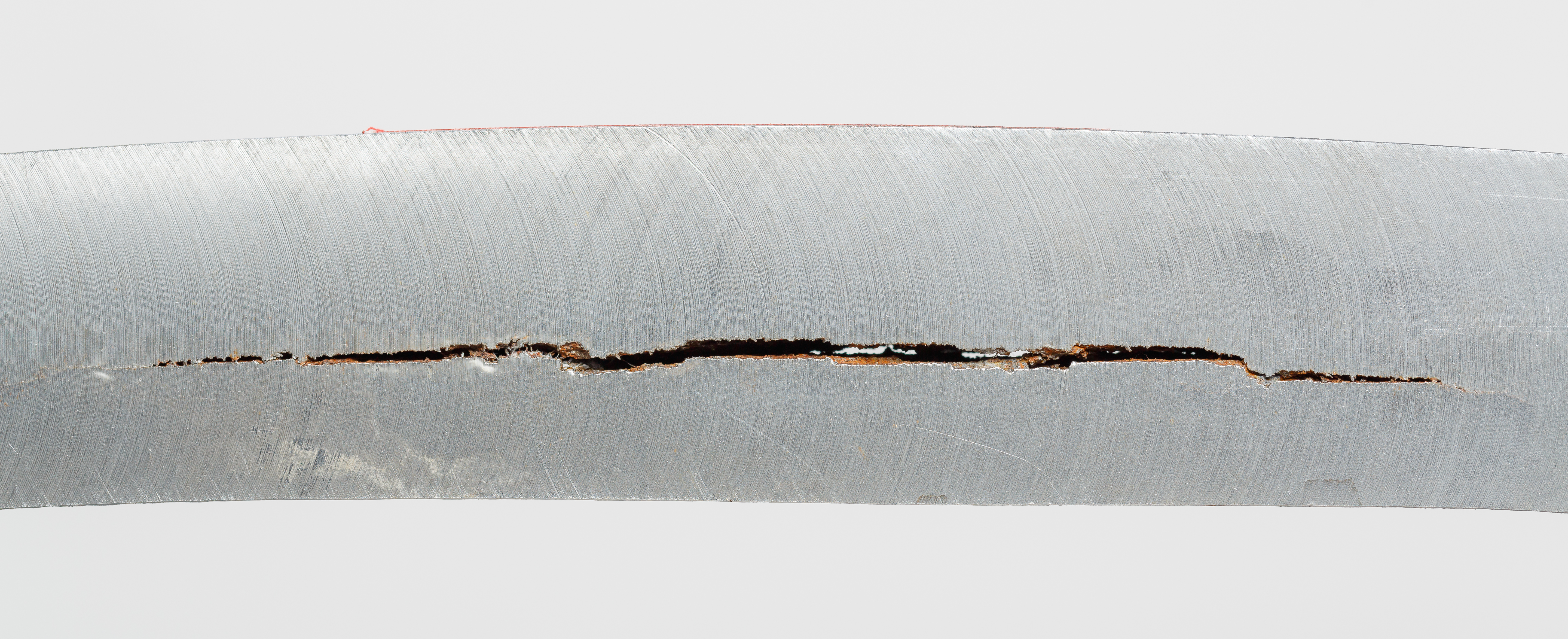
ترک هیدروژنی

### سازوکار
حلالیت هیدروژن در ساختار بلوری رخ‌مرکزدار (FCC) بیشتر از هسته‌مرکزدار (BCC) است. از این رو اگر به دلیلی مانند جوشکاری یا عملیات گرمایی، فولاد وارد منطقه آستنیت که ساختارش رخ‌مرکزدار (FCC) شود، هیدروژن زیادی می‌تواند در آن حل شود و پس از سرمایش و تبدیل ساخار به هسته‌مرکزدار (BCC)، هیدروژن بایستی از حلالیت برون شود و به مرزدانه برود که این در فولاد تردی ایجاد می‌کند.
هیدروژن در مرزدانه، تمرکز تنش ایجاد می‌کند. عنصرهای آلیاژی نیز می‌توانند با هیدروژن در مرزدانه ترکیب شده و فاز ترد ایجاد کنند.

## تاول‌زدگی هیدروژنی

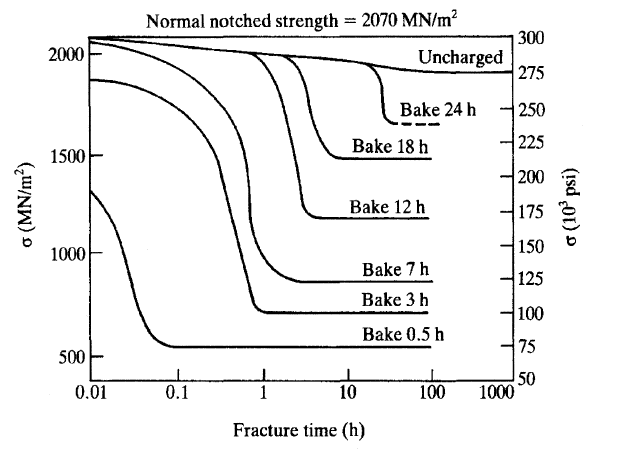
فولادها از طریق شارژ کاتدی با هیدروژن شکننده شدند. برای کاهش محتوای هیدروژن از عملیات حرارتی (پخت) استفاده شد. زمان پخت کمتر به دلیل محتوای هیدروژن بالاتر منجر به شکستگی سریع‌تر می‌شود.

تاول‌زدگی هیدروژنی (به انگلیسی: Hydrogen Blistering) به دلیل نفوذ هیدروژن اتمی به درون فضاهای خالی فلز مانند حفره‌های شکل‌گرفته هنگام انجماد، فضای بین ناخالصی و زمینه یا هرگونه فضای دیگری نفوذ کند و با ترکیب با یک اتم دیگر هیدروژن، مولکول شود و اندازه آن افزایش یابد و در فلز بادکردگی و تمرکز تنش ایجاد کند. اگر این رویداد نزدیک رویهٔ فلز باشد، رویه تاول می‌زند و با ترکیدن آن، فلز تخریب می‌شود. این خسارت ناشی از نفوذ و رسوخ هیدروژن به داخل فلز می‌باشد. تشکیل هیدروژن در سطوح کاتدی پیل‌های خوردگی یا در عملیات حفاظت کاتدی صورت می‌گیرد. معمولاً هیدروژن در بدو تولید به صورت اتمی می‌باشد. بخشی از این اتم‌ها یا با اکسیژن موجود وارد ترکیب می‌شود و تولید آب می‌نماید یا با سایر یون‌ها ترکیب می‌شود و ترکیبات دیگری به وجود می‌آورد، به علاوه قسمتی از اتم‌های هیدروژن در فلز نفوذ می‌کند و در آن حل می‌شود، ولی قسمتی دیگر با هم ترکیب می‌شود و تولید هیدروژن مولکولی با گازی را می‌نماید، که در این صورت منجر به پدیدهٔ تاول هیدروژنی می‌گردد. برعکس هیدروژن اتمی، هیدروژن مولکولی نمی‌تواند در فلز رسوخ نماید. در نتیجهٔ تولید هیدروژن مولکولی در داخل فولاد فشار زیادی در آن منطقه ایجاد می‌شود که در نهایت منجر به تاول زدن یا شکافتگی فولاد می‌گردد و خسارات شدیدی را باعث می‌شود، و چون این عمل غیر مترقبه و ناگهانی است اغلب فاجعه‌انگیز می‌باشد. برخی از مواد از جمله یون‌های سولفور، سیانور، فسفر و ترکیبات ارسنیک سبب کاهش میزان احیاء یون‌های هیدروژن می‌گردد که در نتیجه احتمال نفوذ به داخل فلز افزایش می‌یابد.
این نوع خسارت در کاتد پیل‌های خوردگی معمولی فقط در شرایط استثنایی ممکن است ایجاد شود، ولی در سیستم‌های حفاظت کاتدی در بعضی شرایط رخ می‌دهد.

## زدایش کربن
زدایش کربن (به انگلیسی: Decarburization) عبارت است از جدا شدن کربن موجود در فولاد که اغلب توسط هیدروژن مرطوب و در دماهای بالا صورت می‌گیرد، و با ایجاد این پدیده، مقاومت کششی فولاد کاهش می‌یابد. در اغلب موارد گاز هیدروژن همراه با بخار آب می‌باشد که می‌تواند طبق رابطهٔ زیر سبب زدایش کربن از فولاد گردد:
{\displaystyle {\ce {C(Fe) + H2O <=>> H2 + CO}}}
کربن موجود در فولاد که با به صورت محلول است و با به صورت کربور همراه فولاد می‌باشد.
کربورها و کربن موجود، با بخار آب وارد فعل و انفعال شده و تولید هیدروژن و مونوکسید کربن می‌نماید. سرعت و جهت این واکنش بستگی به فعالیت کربن موجود در آلیاژ و نیز به نسبت بخار آب، مونواکسید کربن و هیدروژن موجود در محیط دارد.
اگر فولادها در دماهای بالا در معرض هیدروژن قرار گیرد، واکنش زیر صورت می‌گیرد:
{\displaystyle {\ce {C(Fe) + 2H2 <=> CH4}}}
که در واقع کربن یا کربور موجود در فولادها، در نتیجهٔ فعل و انفعال با هیدروژن، تولید متان می‌نماید. از آن جایی که هیدروژن اتمی به سهولت در فولادها نفوذ می‌کند؛ لذا به علت تولید متان در شرایط مناسب و در نقاط داخلی فلز، منجر به ترک‌خوردگی می‌گردد. با اضافه نمودن کروم و مولیبدن به فولادها، مقاومت آنها در برابر ترک خوردگی و زادیش کربن افزایش می‌یابد.
دی‌اکسید کربن (CO2) و سایر گازهای کربن‌دار طی عملیات پالایش نفت و یا در مواردی که از نفت کوره به عنوان سوخت استفاده می‌شود، به‌وجود می‌آیند و نیز این گازها می‌تواند موجب کربن زدایی فولادها یا سایر آلیاژهای مصرفی گردد. واکنش‌هایی که در این عملیات و در حضور گازهای CO و CO2 رخ می‌دهد، به قرار زیر است:
{\displaystyle {\ce {CO2 + C(Fe) <=> 2 CO}}}
مخلوط این گازها سبب اکسیداسیون آهن می‌شود و بالعکس سبب احیاء اکسید آهن می‌گردد:
{\displaystyle {\ce {CO2 + Fe <=> FeO + CO}}}
به‌طور کلی زدایش کربن منجر به کاهش مقاومت کششی و افزایش قابلیت انعطاف و سرعت خزش فولادها می‌گردد. به منظور استفاده از فولادهای آلیاژی مختلف در دستگاه‌های عملیاتی و در عملیاتی که فشار هیدروژن و هیدروژن سولفید و دما بالا است.

## پیشگیری از آسیب‌های هیدروژنی

### روش‌های پیش‌گیری از تردی هیدروژنی

#### استفاده از مواد کند کننده
از آن جایی که شکنندگی هیدروژنی اغلب در عملیات شستشوی شیمیایی (با اسیدها) اتفاق می‌افتد (با ایجاد هیدروژن)، لذا با استفاده دقیق از مواد شیمیایی کندکننده می‌توان خوردگی فلز اصلی و در نتیجه تولید هیدروژن را کنترل نمود.

#### تنظیم شرایط در آبکاری‌ها
با انتخاب مناسب مواد ترکیبی در حمام‌های آب کاری و کنترل دقیق شدت جریان، می‌توان تولید هیدروژن را کنترل نمود. در صورتی که در عملیات آب کاری هیدروژن متصاعد گردد، سبب می‌شود که هم عمل روکش دادن فلز به خوبی صورت نگیرد و هم ایجاد تردی هیدروژنی شود.

#### عمل پخت
چون فرایند تردی هیدروژنی برگشت‌پذیر (به انگلیسی: Reversible) می‌باشد، لذا اگر هیدروژن از محیط دور شود، خواص مکانیکی فلز نسبت به فلز عاری از هیدروژن تفاوت چندانی نخواهد داشت. برای این منظور (جدا کردن هیدروژن از فولاد از عمل پخت فولاد در دماهای پایین (۲۰۰–۳۰۰°F) استفاده می‌گردد.

### روش‌های پیشگیری از تاول هیدروژنی
جهت پیش‌گیری از تاول زدگی هیدروژنی به روش‌های زیر عمل می‌شود:

#### استفاده از فولاد سالم
فولادهای جوشیده (به انگلیسی: Rimmed steels) حاوی حفره‌های زیادی می‌باشد و در صورتی که به جای آنها فولادهای کشته (به انگلیسی: Killed steels) که عاری از حفره است، به‌کار برده شود، مقاومت در برابر تاول هیدروژنی افزایش خواهد یافت.

#### استفاده از پوشش‌ها
برای این منظور از پوشش‌های فلزی، معدنی، آلی و نیز از روکش‌های دیگر استفاده به عمل می‌آید. باید در نظر داشت که جنس روکش‌ها باید طوری انتخاب شود که هم در مقابل نفوذ هیدروژن و هم در مقابل مواد خورنده موجود در داخل ظرف مربوطه مقاوم باشد، در مواردی از سیستم غلاف کاری و با استفاده از فولادهای ضدزنگ یا آلیاژهای نیکلی در سطوح داخلی وسایل و ظروف فولادی استفاده می‌گردد. در برخی موارد نیز پوشش‌های لاستیکی، پلاستیکی، سرامیکی یا آجرهای مخصوص به‌کار برده می‌شود.

#### کاربرد مواد کندکننده
استفاده از مواد شیمیایی کند کننده سبب کاهش میزان خوردگی و در نتیجه سبب پیش‌گیری از تاول هیدروژنی می‌شود.

#### خارج ساختن مواد مضر
تاول هیدروژنی اغلب در محیط‌های خورنده ای اتفاق می‌افتد که حاوی مواد مضری برای تولید هیدروژن مولکولی (سولفورها، ترکیبات ارسنیک، سیانورها و یون‌های فسفر) بوده و به ندرت در محیط‌های اسیدی خالص رخ می‌دهد. در عملیات پالایش نفت غالباً از این قبیل مواد وجود دارد و به همین دلیل در صنایع نفت تاول هیدروژنی یکی از مسائل مهم می‌باشد.

#### تغییر آلیاژ
فولادهای پر نیکل و آلیاژهای نیکلی در مقابل نفوذ هیدروژن مقاوم‌تر هستند و اغلب در مواردی که احتمال تاول هیدروژنی وجود داشته باشد، استفاده می‌شوند.